# Uronarti
Uronarti fu un antico insediamento egizio situato su un'isola sul Nilo nella regione della seconda cateratta. 

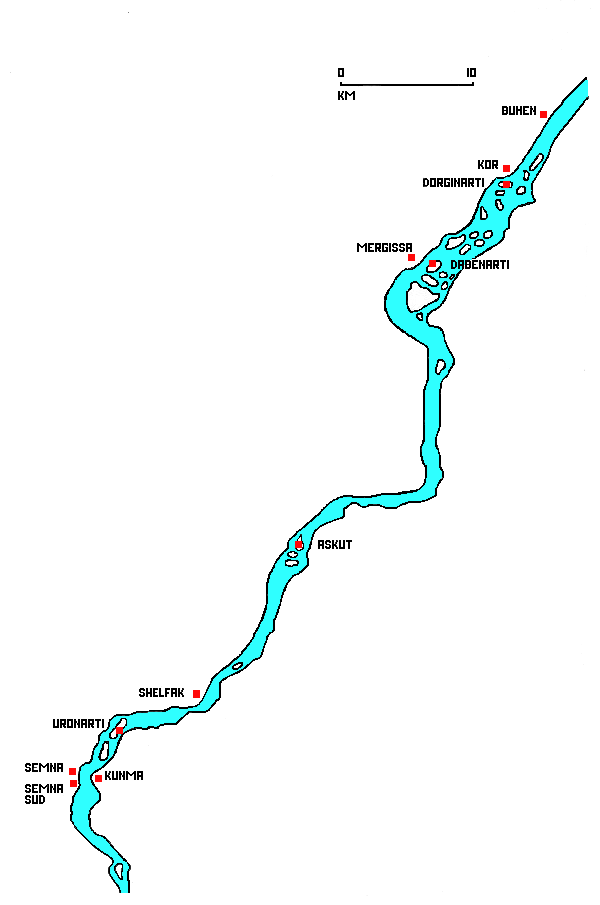
mappa delle fortezze lungo il Nilo

Il sito è conosciuto per la fortezza di forma triangolare eretta dai sovrani, del Medio Regno, Sesostri I e Sesostri III della XII dinastia nel XIX secolo a.C.
Uronarti fu uno dei numerosi insediamenti egizi posizionati in Nubia durante la fase di espansione verso sud del regno egizio.
È documentato che Sesostri III condusse quattro campagne militari verso Kush costruendo una linea di fortezze a protezione delle sue conquiste. Buhen fu quella più a nord seguita, lungo la riva del Nilo da Kor, Dorginarti, Mergissa, Dabenarti, Askut, Shafalk, Uronarti, Semna e Kumna.
I kushiti conquistarono Buhen nel periodo della XIII dinastia e la tennero fino a che Ahmose I (inizio XVIII dinastia) non la riportò sotto il controllo egizio. Sul finire della XX dinastia tornò definitivamente sotto il controllo del regno di Kush
La fortezza di Uronarti, tra le più piccole delle fortezze protettive costruite lungo il Nilo aveva il compito di controllare il passaggio del fiume tra le pareti del canyon ed era dotata di bastioni e fossati.
I muri, costruiti in mattoni essiccati al sole, avevano uno spessore di cinque metri ed un'altezza di dieci. I due lati lunghi del triangolo misuravano circa 120 metri mentre il terzo lato misurava solo 60 metri.
È stato ipotizzato che le dimensioni delle fortezze confinarie superassero le mere esigenze militari e che la loro costruzione volesse essere una dimostrazione della potenza dello Stato egizio.
Uronarti è stata studiata da George Reisner prima che, nel 1964, venisse sommersa dalle acque del Lago Nasser formatosi a seguito della costruzione della diga di Assuan.
Nei pressi della fortezza sono anche stati rinvenuti i resti di un tempio dedicato a Montu